# جلوة قنفذية
الجلوة القنفذية أو المردن القنفذي أو الأداد القنفذي (باللاتينية: Atractylis echinata) نوع نباتي يتبع جنس الجلوة من الفصيلة النجمية.

## الموئل والانتشار
ينتشر في المغرب العربي.